# Вартмімен, або Година вовка
«Година вовка» (швед. Vargtimmen) — єдиний  фільм  Інгмара Бергмана, який може бути віднесений до жанру психологічного  хоррора.

## Сюжет
В руки режисера потрапляє щоденник покійного художника Юхана Борга. Він і лягає в основу історії, яку розповідає дружина Борга (її роль виконує Лів Ульман), історії про щоденник, про чоловіка, про своє життя з художником, який мучиться «демонами» і безсонням. Але ще більше — снами, або станами, прикордонними між снами і реальністю, щоночі в «годину вовка» (час між трьома і чотирма годинами ранку, коли підіймає голову вся на світі нечисть) терзають автора цих записів, поки не звели його передчасно в могилу .
Паралельно й одночасно з історією психічного і фізичного вмирання художника (Макс фон Сюдов) розгортається історія принижень, яких зазнає майстер в результаті спілкування з сильними світу цього, принижень, які чиняться їм самим молодій люблячій дружині,котра з жахом дивиться на процес розпаду його психіки, і трагічна історія кохання чоловіка і жінки, художника і моделі, молодості і старіння. Драматизм ситуації посилюється ще тим, що всі ці страждання припадають на період вагітності героїні.

## У ролях
- Макс фон Сюдов —  Юхан Борг
- Лів Ульман —  Альма Борг
- Гертруд Фрід —  Корінн фон Меркенс
- Георг Рюдеберг —  архівіст Ліндхорст
- Ерланд Юзефсон —  барон фон Меркенс
- Найма Віфстранд —  стара з капелюхом
- Ульф Йоханссон —  терапевт Геербранд
- Гудрун Брост —  Гамла фон Меркенс
- Бертил Анденберг —  Ернст фон Меркенс
- Інгрід Тулін —  Вероніка Воґлер

## Нагороди та номінації

### Нагороди
- 1968 Нагорода Національного товариства кінокритиків США
  - Кращий режисер — Інгмар Бергман (також за фільм  «Сором»)
- 1969 Нагорода Національної ради критиків США (National Board of Review)
  - Краща жіноча роль — Лів Ульман (також за фільм  «Сором»)

## Цікаві факти
- «Годиною вовка» психоаналітики називають час, коли людина, залишившись одна, підбиває підсумки.
- 11-й годині дня народ в Москві охрестив «годиною вовка», тому що в зв'язку з  боротьбою за тверезість в СРСР в 1970-80 роки тільки з цього моменту було дозволено продаж в магазинах міцних спиртних напоїв, і як раз в цей момент на знаменитому годиннику столичного Театру ляльок ім. Образцова відкривалася дверцята будиночка з фігурою вовка, що служило сигналом для чекавших в черзі в сусідньому гастрономі[1].